# Dukwi
Dukwi est une ville du Botswana.